# 서식지 파괴

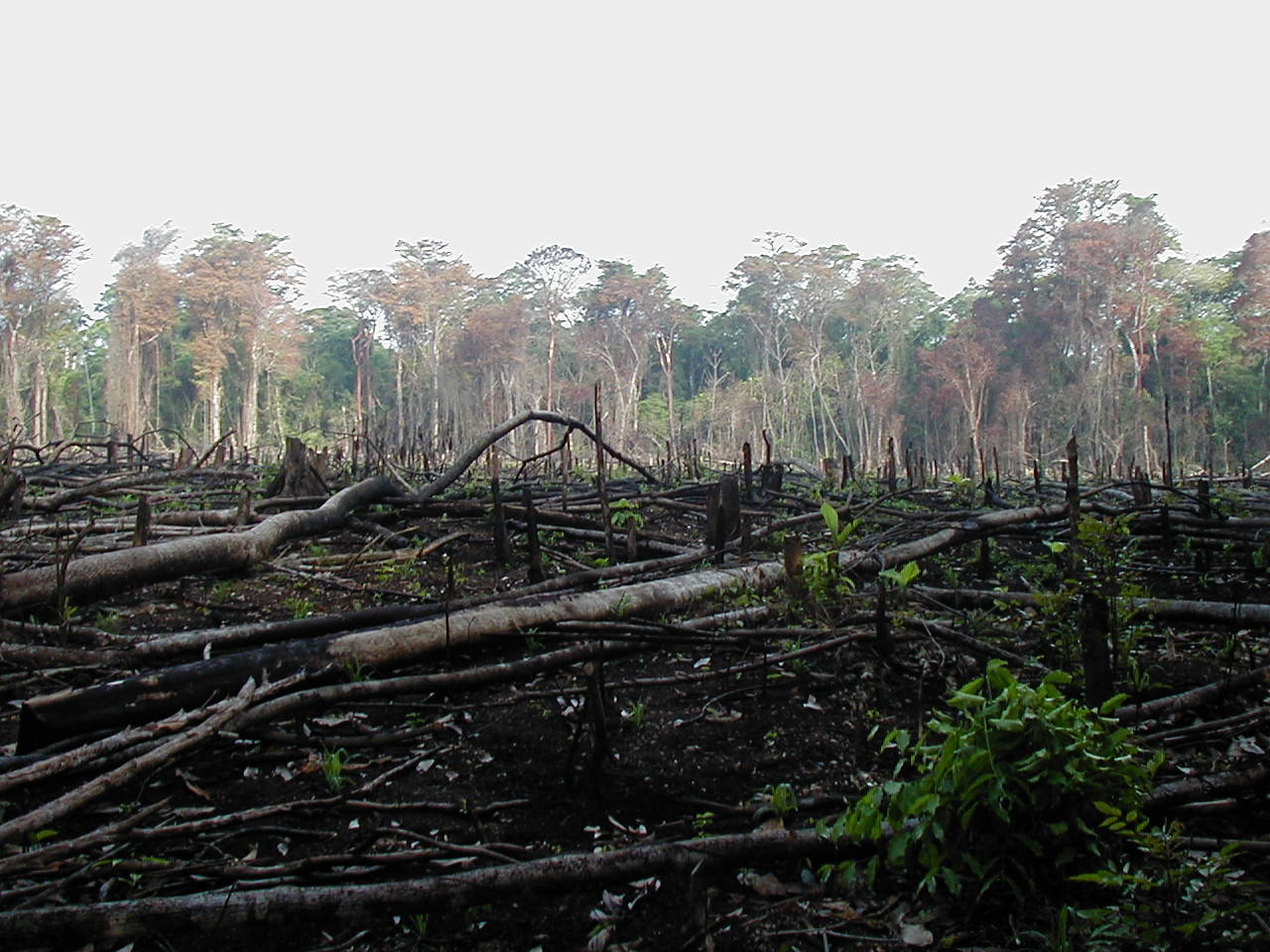
멕시코 남부에서 화전을 일궈 정글을 파괴시킴.

서식지 파괴(棲息地破壞, habitat destruction)는 자연의 서식지가 기능 상 그곳의 생물종들을 유지할 수 없는 상태가 되는 것이다. 이 과정에서 과거 서식지를 사용하고 있던 생명체들은 대체되거나 파괴되어 생물 다양성이 감소된다. 서식지 파괴는 생물다양성 손실의 주요 원인이다. 서식지의 단편화와 손실은 멸종 위기에 처한 종의 생존에 큰 위협이 되기 때문에 생태학 연구의 가장 중요한 주제 중 하나가 되었다.
천연 자원 수확, 산업 생산 및 도시화와 같은 활동은 인간이 서식지 파괴에 기여하는 것이다. 농업으로 인한 압력이 인간의 주요 원인이다. 그 밖에도 광업, 벌목, 저인망 어업, 도시 확장 등이 포함된다. 서식지 파괴는 현재 전 세계적으로 종 멸종의 주요 원인으로 간주된다. 환경 요인은 서식지 파괴에 더 간접적으로 기여할 수 있다. 지질 과정, 기후 변화, 침입종 도입, 생태계 영양분 고갈, 수질 및 소음 오염 등이 그 예이다. 서식지 소실에 앞서 초기 서식지 분열이 발생할 수 있다.
서식지 파괴를 해결하려는 시도는 지속 가능한 개발 목표 제15항 "육지 생물"과 지속 가능한 개발 목표 제14항 "물 아래 생물"에 의해 구체화된 국제 정책 약속에 포함되어 있다. 그러나 2021년에 발표된 "자연과의 평화 만들기"에 관한 유엔 환경 프로그램 보고서는 이러한 노력의 대부분이 국제적으로 합의된 목표를 달성하지 못했다는 사실을 발견했다.

## 전망
세계 인구의 급속한 확장으로 인해 세계의 식량 수요가 크게 증가하고 있다. 간단한 논리는 더 많은 사람들이 더 많은 음식을 필요로 한다는 것을 나타낸다. 실제로 세계 인구가 급격히 증가함에 따라 농업 생산량은 향후 30년 동안 최소 50% 증가해야 한다. 과거에는 지속적으로 새로운 땅과 토양으로 이동하여 전 세계 식량 수요를 충족시키기 위해 식량 생산을 증가시켰다. 그러나 농업에 적합한 모든 토지의 98% 이상이 이미 사용 중이거나 수리할 수 없을 정도로 품질이 저하되었기 때문에 이러한 손쉬운 수정은 더 이상 불가능하다.
임박한 세계 식량 위기는 서식지 파괴의 주요 원인이 될 것이다. 상업 농민들은 같은 면적의 토지에서 더 많은 식량을 생산하기 위해 필사적으로 노력할 것이므로 시장 수요를 충족시키기 위해 더 많은 비료를 사용하고 환경에 대한 관심을 덜 보일 것이다. 다른 사람들은 새로운 토지를 찾거나 다른 토지 이용을 농업으로 전환할 것이다. 농업 집약화는 환경과 주민을 희생시키면서 널리 퍼질 것이다. 종은 서식지 파괴에 의해 직접적으로나 간접적으로 단편화, 저하 또는 오염에 의해 서식지 밖으로 밀려날 것이다. 세계에 남아 있는 자연 서식지와 생물 다양성을 보호하려는 모든 노력은 천연 자원, 특히 새로운 농지에 대한 인간의 수요 증가와 직접적으로 경쟁하게 될 것이다.